# Narcyz Turchan

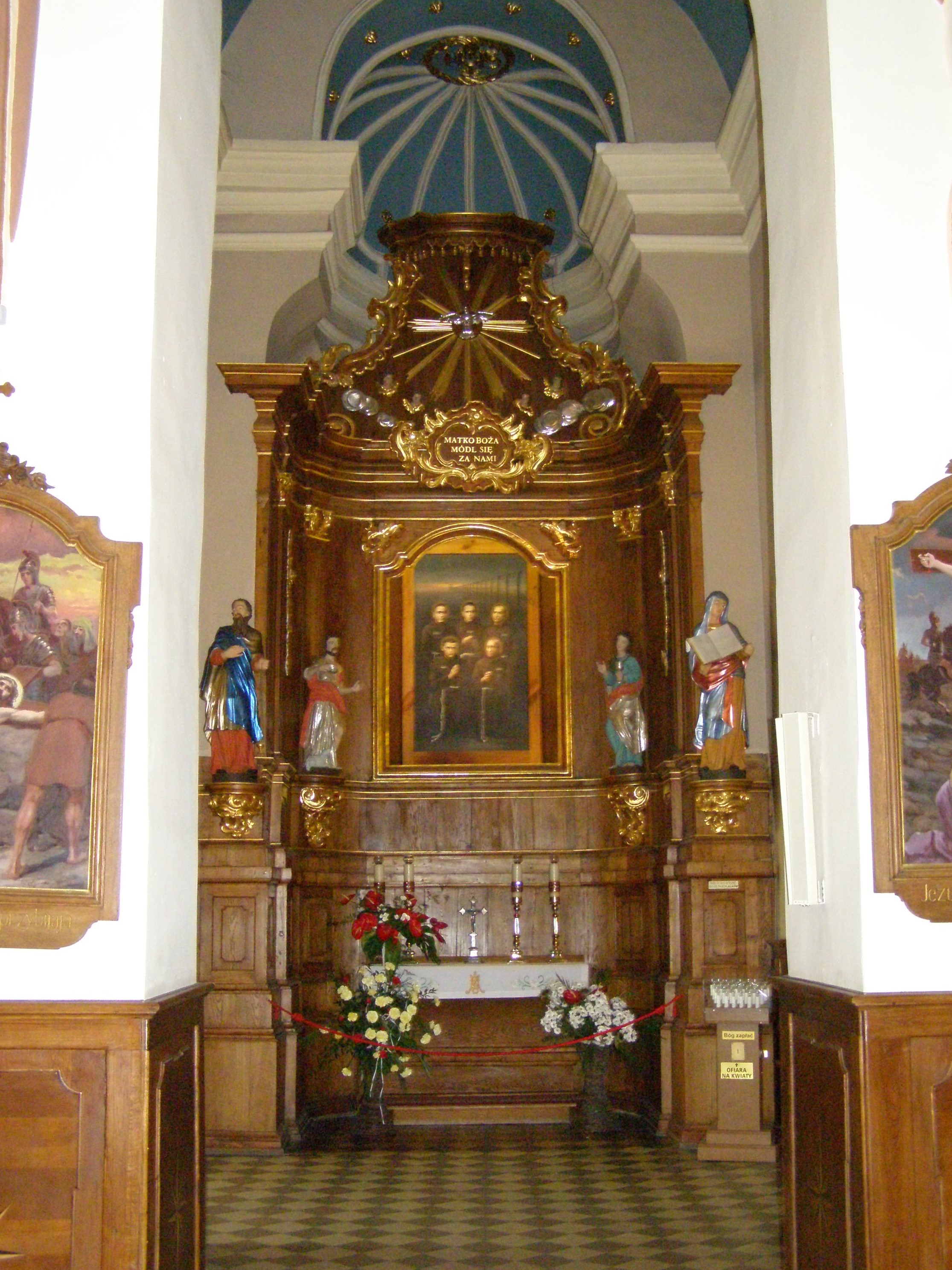
Narcyz Turchan w grupie męczenników franciszkańskich - ołtarz w kościele Wszystkich Świętych we Włocławku

Narcyz Jan Turchan OFM (ur. 19 września 1879 w Biskupicach, zm. 19 marca 1942 w Dachau) – polski duchowny katolicki, franciszkanin, męczennik, błogosławiony Kościoła rzymskokatolickiego.

## Życiorys
Urodził się w wielodzietnej, rodzinie rolników Jana i Katarzyny z domu Ochońskiej.
Szkołę ludową kończył w rodzinnej wsi, od 1894 r. kontynuował naukę w Gimnazjum św. Jacka w Krakowie, a następnie w Gimnazjum Państwowym w Podgórzu. 8 września 1899 r. wstąpił do Zakonu Braci Mniejszych w prowincji Matki Bożej Bolesnej Reformatów w Galicji. Proboszcz z Biskupic Leon Gąsiorowski wystawił mu świadectwo moralności i udzielił błogosławieństwa na życie zakonne. Nowicjat odbył w Wieliczce i w Leżajsku pod kierunkiem o. Melchiora Kruczyńskiego, surowego ascety i doświadczonego wychowawcy.
Pierwsze śluby zakonne złożył 13 września 1900 r. już jako członek prowincji Niepokalanego Poczęcia NMP, powstałej z połączenia prowincji Braci Mniejszych Reformatów i Braci Mniejszych Obserwantów (Bernardynów) w Galicji. Przyjmując habit zakonny przybrał imię Narcyz. Następnie uzupełniał swoje wykształcenie średnie w Przemyślu. Studia filozoficzno-teologiczne odbył w Krakowie (2 lata filozofii) i we Lwowie (3 lata teologii). Uroczyste śluby zakonne na całe życie złożył w klasztorze św. Andrzeja Apostoła 24 grudnia 1903 r. we Lwowie, a święcenia kapłańskie przyjął 1 czerwca 1906 r. z rąk abpa Józefa Bilczewskiego w katedrze lwowskiej. Posługę kapłańską pełnił w kościołach klasztornych we Lwowie, Rawie Ruskiej i w Wieliczce (1908–1912) jako kaznodzieja i spowiednik, a ponadto jako wikariusz parafii św. Klemensa i katecheta. Kolejne klasztory, w których przebywał to: Klasztor Franciszkanów w Krakowie przy ulicy Reformackiej oraz klasztory w Jarosławiu, Słopnicach, Koninie, Pilicy, w Sądowej Wiszni i Pińczowie. Był bardzo cenionym przełożonym szczególnie w kościołach znajdujących się w zaborze rosyjskim, gdzie biednych i chorych wspierał i umacniał w wierze. W 1936 r.  został wybrany gwardianem klasztoru we Włocławku.
Gdy rozpoczęła się II Wojna Światowa, Niemcy aresztowali biskupa włocławskiego i zamknęli katedrę oraz kościół parafialny. Zaczęły się prześladowania księży. W związku z tym trzech kapłanów zakonnych musiało objąć opieką duszpasterską kilkanaście tysięcy wiernych. 26 sierpnia 1940 r. Gestapo aresztowało dwóch z nich i trzech braci. Na koniec aresztowano również Ojca Narcyza, osadzono w więzieniu, a klasztor zamknięto. Po zwolnieniu z aresztu Ojciec Narcyz nie opuścił Włocławka, czego oczekiwali okupanci, lecz nadal służył ludziom i Kościołowi. Z tego powodu gestapo aresztowało go jeszcze dwa razy, by ostatecznie 30 października 1941 r. zesłać go do niemieckiego  obozu koncentracyjnego  Dachau. Spotkał tam swoich współbraci z włocławskiego klasztoru. Według relacji współwięzionych Ojciec Narcyz bardzo cierpiał po przebytych wcześniej kilku operacjach. Schorowany, z niegojącą się raną, cierpiał prześladowanie ze strony funkcyjnego, szczególnie okrutnego względem kapłanów. Jako więzień był torturowany przez esesmanów. Chory na cukrzycę prosił o wodę, ale wlewano ją w niego szlauchem w ogromnych ilościach. Oddawał współbraciom swoją przydziałową porcję chleba. W chorobie i udręczeniu zachował spokój, pogodę ducha, a nawet uśmiech, którym wspierał współwięźniów. Zmarł w osamotnieniu na rewirze (szpital obozowy). Rodzina poczyniła starania i otrzymała prochy zmarłego, które złożono na cmentarzu parafialnym w Biskupicach, tuż przy kościele. 
Po wojnie rodzina ufundowała w kościele tablicę, na której znalazł się zapis: „Śp. Ojciec Narcyz Turchan, jest męczennikiem za Wiarę i Ojczyznę”.

## Beatyfikacja
W poczet błogosławionych został zaliczony przez Papieża Jana Pawła II podczas mszy beatyfikacyjnej, jako jeden ze 108 męczenników II wojny światowej – 13 czerwca 1999 r. w Warszawie.

## Dzień obchodów
Wspomnienie liturgiczne obchodzone jest zarówno w dzienną pamiątkę śmierci jak i 12 czerwca w grupie 108 błogosławionych.